# 沼田稲次郎
沼田 稲次郎（ぬまた いねじろう、1914年5月25日 - 1997年5月16日）は、日本の法学者。専門は労働法。学位は、法学博士（立命館大学・論文博士・1952年）（学位論文「労働法原理の論理的構造」）。東京都立大学名誉教授。同大学第5代総長。

## 略歴
1914年、富山県高岡市出身。1938年、京都帝国大学法学部法律学科卒業。
大学院生の際に徴兵を受け、復員後の1946年に夕刊京都新聞社へ入社。同社では論説委員や労組委員長を歴任したが、1950年のレッドパージで退社を余儀なくされた。
1951年、東京学芸大学教授に就任し、翌1952年には(旧)東京都立大学へ移る。1952年、「労働法原理の論理的構造」で立命館大学より法学博士の学位を取得。1962年から1963年まで西ドイツ・ケルン大学へ留学。1965年、東京都立大学法経学部長となり、翌1966年からは法学部長。1973年から2期にわたって同大学総長を務めた。1981年に定年退官し、名誉教授となった。
マルクス主義の立場で労働運動を支援したことが知られており、戦後日本の労働法学に多大な影響を与えた。また、国民医療研究所の設立を提唱した。
父は弁護士の勇三郎。妻は民法学者で京都帝国大学教授を務めた石田文次郎の長女・文子（ふみこ）。

## 著書
- 『生産管理論』日本科学社　1946
- 『日本労働法論』日本科学社　1948
- 『法と政治の背離 労働法意識の分裂』法律文化社　1949
- 『労働法論序説』勁草書房　1950
- 『法と国家の死滅　マルキシズム法学研究ノート』法律文化社　1951
- 『団結権擁護論』勁草書房　1952
- 『労働法学綱要』第1　如水書房　1953
- 『悪法と労働基本権』法律文化社　1954
- 『団結の研究 組合活動の法理の反省のために』勁草書房　1955
- 『学習労働問題 権利闘争のための講座』日本評論新社　1959
- 『労働法論』法律文化社　1960
- 『労働法 講義要綱』法律文化社　1961
- 『運動のなかの労働法』労働旬報社　1962-63
- 『就業規則論』東洋経済新報社　1964
- 『団結権の生命 権利と法との間』労働旬報社　1964
- 『労働組合活動と法律』労働経済社　1964
- 『労働争議法の特殊問題』総合労働研究所　1965
- 『現代の権利闘争』労働旬報社　1966
- 『労働法要説』法律文化社　1967
- 『権利闘争講話』労働旬報社　1968　労旬新書
- 『労働基本権論 戦後労働法史のイデオロギー的側面』勁草書房　1969
- 『団結権思想の研究』勁草書房　1972
- 『労働運動の権利』法律文化社　1972
- 『人権と団結 権利闘争の実践的理論』労働旬報社　1974
- 『労働基本権裁判批判 最高裁における争議権理論の変転』日本評論社　1974
- 『社会法理論の総括』勁草書房　1975
- 『沼田稲次郎著作集』全10巻　労働旬報社、1976年

1 日本労働法論
2 労働法の基礎理論
3 団結権論
4 労働争論権論
5 官公労働法論
6 労働協約論
7 労働権保障法論
8　労働政策批判
9 権利闘争論
10 労働者陣営形成論
- 『貴重なる憲法 疾風のなかの憲法30年』法律文化社　1977
- 『労働者の権利とはなにか』労働旬報社　1977　労旬新書
- 『現代民主主義論 人権と平和の思想』労働旬報社　1978
- 『行人有情』勁草書房　1979
- 『社会的人権の思想』日本放送出版協会　1980　新NHK市民大学叢書
- 『労働法入門』青林書院新社　1980　法学入門講座
- 『私の大学観』勁草書房　1981
- 『民主主義法学と学者像』法律文化社　1982
- 『野に民力の砦を 平和と人間の尊厳』労働旬報社　1983

## 共編著
- 『労働争議』有泉亨,峯村光郎共編著　勁草書房　1954
- 『労働組合の法律相談』佐伯静治,藤田若雄共著　日本評論新社　1955-57
- 『団結する権利 激動期労働法の焦点』片岡昇共編　法律文化社　1961
- 『合同労組の研究 その実態と法理』編　労働法学研究所　1963
- 『労働組合読本』改訂版 蓼沼謙一,横井芳弘共著　東洋経済新報社　1965
- 『海員組合の組織と団体交渉』笹木弘共著　日本評論社　1966
- 『現代の労働問題』大河内一男,塩田庄兵衛共著　労働旬報社　1967
- 『労使慣行をめぐる法律問題』本多淳亮,籾井常喜共著　総合労働研究所　1967
- 『海員争議と海員組合 人間回復のための闘争と団結』笹木弘共編著　労働旬報社　1972
- 『労働協約読本』蓼沼謙一,横井芳弘共著　東洋経済新報社　1972
- 『社会保障の思想と権利』松尾均,小川政亮共編　労働旬報社　1973
- 『転換期における労働組合の権利闘争』松岡三郎,青木宗也共編　労働旬報社　1973
- 『刑法改正入門』小田中聡樹,上条貞夫共編著　労働旬報社　1975　労旬新書
- 『資料労働法』編　労働旬報社　1979
- 『現代社会の家族と法』藤田勇共編　日本評論社　1986
- 『日ソ法学シンポジウムの記録　科学技術の発達と法』藤田勇共編　日本評論社　1989

## 記念論集
- 『現代法と労働法学の課題 沼田稲次郎先生還暦記念』総合労働研究所　1974
- 『労働法の基本問題 沼田稲次郎先生還暦記念 下巻』総合労働研究所　1974

## その他
- 出身地である高岡市の高岡法科大学図書館に沼田稲次郎文庫がある。